# Idioma mbunda
El idioma mbunda, también conocido como chimbunda o mbuunda, es una lengua africana, hablada en Angola, Zambia Y Namibia. En Angola es considerada una lengua nacional y es hablada por 135.000 personas, en la provincia de Moxico y en la región sudoeste.

## Dispersión
Los mbunda (vambunda) emigraron de la región del Sudán durante la expansión bantú y, en el siglo XV, establecieron un reino en Kola (actual República Democrática del Congo) que trasladaron a la desembocadura del Kwilu en el río Kasai (también en el Congo actual). A partir del siglo XVII la mayoría de los mbunda migraron a Angola. Los descendientes de los migrantes que se asentaron en el siglo XVIII en Moxico hablan el idioma mbunda propiamente dicho, mientras que los descendientes de quienes se quedaron en el Congo hablan actualmente otra lengua, que se ha diferenciado debido a la separación, el paso del tiempo y a la interacción con el ruund y otros idiomas.
Desde el siglo XIX, durante la resistencia contra la invasión portuguesa a cominzos del siglo XX y más recientemente  por causa da guerra civil, muchos mbunda emigraron y se refugiaron en Zambia y en menor escala en Namibia. Actualmente casi la mitad de los Mbunda vive en Zambia, y comienza a haber diferencias entre el mbunda hablado en Zambia y el hablado en Angola, donde se registran los dialectos  katavola, yauma, nkangala, mbalango, sango, ciyengele (Shamuka) y ndundu.

## Nganguela
El 23 de mayo de 1987 fue aprobado un alfabeto provisional bunda. Con el fin de facilitar la difusión de textos escritos, una lengua general o estándar, nganguela, fue creada por el misionero Emil Pearson, uniendo el mbunda, con las lenguas luchazi, luvale y lwimbe, estrechamente relacionadas entre sí y que provienen de las migraciones y la dispersión de los mbunda.